# Студенческая (станция метро, Москва)
«Студе́нческая» — станция Филёвской линии Московского метрополитена. Расположена на линии между станциями «Киевская» и «Кутузовская».

## История
Станция была открыта 7 ноября 1958 года в составе участка «Киевская» — «Кутузовская», после открытия которого (и одновременного повторного открытия участка «Калининская» — «Киевская») в Московском метрополитене стало 53 станции. Своё название получила из-за близости к одноимённой улице, в районе которой расположены многочисленные общежития студентов московских вузов.
Станция построена для компенсации планировавшегося снятия трамвайной линии до станции «Фили», обслуживавшей на момент снятия 30 и 31 маршруты до Лужников, а также ранее укороченного при снятии линии через Крымский мост маршрута 42 через метро «Октябрьская» до позднее построенной станции метро «Университет».

### Реконструкция
29 октября 2016 года был начат ремонт станции, в результате чего была закрыта платформа для поездов, следующих из центра. Ремонт этой платформы завершился 30 июня 2017 года. С 1 июля по 1 октября 2017 года была закрыта на ремонт платформа для поездов, следующих в центр.

## Архитектура и оформление
Конструкция станции — наземная с боковыми платформами. Сооружена по типовому проекту. Архитекторы станции: Ю. П. Зенкевич, Р. И. Погребной.
После реконструкции платформ и вестибюля в оформлении появились заметные изменения в виде художественных панелей, посвящённых учёбе и образованию. Покрытие платформ сменилось с асфальтового на гранитное.

### До реконструкции (до 29 октября 2016)
| - Станция - Вестибюль - Внутри вестибюля - Деталь наземного вестибюля - Турникеты на выход |

### После реконструкции
| - Вестибюль - Турникеты на вход - Платформы |

## Расположение и вестибюли
Станция располагается в районе Дорогомилово Западного административного округа, является ближайшей к центру города наземной станцией.
У станции один остеклённый наземный вестибюль, соединённый с переходом над путями в центре платформы. Выход из вестибюля — в северном направлении, на Киевскую улицу в месте её пересечения с Можайским переулком. С южной стороны параллельно путям метро расположены пути железнодорожной станции Москва-Пассажирская-Киевская.
Является одной из двух станций Московского метрополитена, непосредственно к которой не подходит ни один из маршрутов городского наземного транспорта, вторая — «Воробьёвы горы».

## Станция в цифрах
Пассажиропоток — 14 150 человек в сутки (данные 2002 года). Пикет ПК45+35.
- Таблица времени прохождения первого поезда через станцию[6]:

| По чётным числам                | Будние дни | Выходные дни |
| По нечётным числам              | Будние дни | Выходные дни |
| В сторону станции «Киевская»    | 05:44:00   | 05:45:00     |
| В сторону станции «Киевская»    | 05:43:00   | 05:43:00     |
| В сторону станции «Кутузовская» | 05:45:00   | 05:45:00     |
| В сторону станции «Кутузовская» | 05:45:00   | 05:45:00     |

## Галерея
| - Пути в сторону «Кутузовской» - Светильник на станции - Вид с пешеходного моста |